# 泰塔溫省
泰塔溫省（阿拉伯语：‎）是突尼西亞最南部的一個省，東界利比亞，西界阿爾及利亞。面積38,889平方公里，是該國面積最大的省份。2004年人口143,524人。首府泰塔溫。下分七縣。